# Айнозеро
Айнозеро (Айноозеро, Айно-озеро, Анкозеро, Ванезеро) — озеро в Вологодской области России, в бассейне Онежского озера.
Расположено на территории Вытегорского района, в 57 км северо-восточнее районного центра — города Вытегры, на высоте 190,7 метров над уровнем моря.
Площадь озера составляет 4,9 км², площадь водосборного бассейна — 265 км², средняя глубина — менее 1 м, наибольшая — 4,3 м. Сильно зарастает водной растительностью. Через озеро протекает река Андома, хороший водообмен замедляет накопление органического вещества.
Основными представителями ихтиофауны водоёма являются лещ, густера, язь.

## Данные водного реестра
По данным государственного водного реестра России и геоинформационной системы водохозяйственного районирования территории РФ, подготовленной Федеральным агентством водных ресурсов:
- Бассейновый округ — Балтийский
- Речной бассейн — Нева (включая бассейны рек Онежского и Ладожского озёр)
- Речной подбассейн — Свирь (включая реки бассейна Онежского озера)
- Водохозяйственный участок — бассейн Онежского озера без рек Шуя, Суна, Водла и Вытегра